# Anette Leppinger
Anette Leppinger (* 4. Juli 1951 in Halberstadt) ist eine deutsche Politikerin der SPD und war von 1990 bis 2002 Mitglied im Landtag von Sachsen-Anhalt.

## Leben und Beruf
Nach dem Besuch der Oberschule machte Leppinger eine Ausbildung zur Damenmaßschneiderin. Von 1981 bis 1990 war sie als selbstständige Handwerksmeisterin tätig.
Leppinger ist verheiratet und hat zwei Kinder.

## Partei
Im 18. November 1989 war sie Gründungsmitglied der SDP (Sozialdemokratische Partei in der DDR) in Halberstadt und wurde zunächst Schatzmeisterin, später stellvertretende Kreisvorsitzende der SPD  Halberstadt.
Nach 25 Jahren trat sie im November 2014 aus Protest der Koalitionsbildung der SPD in Thüringen, unter Führung der SED-Nachfolgepartei die Linke, aus der SPD aus.

## Abgeordnete
Sie wurde 1990 bis 2009 Mitglied der Stadtverordnetenversammlung/Stadtrates von Halberstadt. Zunächst stellvertretende Präsidentin, Fraktionsvorsitzende und zuletzt wurde sie Ausschussvorsitzende.
Leppinger war Abgeordnete im Landtag von Sachsen-Anhalt seit der ersten Wahlperiode 1990. Zur Landtagswahl 2002 trat sie als Kritikerin des Magdeburger Modells (Minderheitsregierung – toleriert durch die PDS) nicht erneut an.
Sie vertrat den Wahlkreis Halberstadt und war Sprecherin für Innenpolitik und Ausländerpolitik für die SPD-Fraktion im Innenausschuss; sowie Mitglied im Rechtsausschuss und im Ausschuss für Raumordnung und Umwelt.

## Sonstiges
- Sie war langjährige Kreisvorsitzende der AWO Halberstadt.